# Vârful Stânii
Vârful Stânii este un masiv montan, alcătuit din mai mulți munți, precum Bahna, Baranova, Cupineț, cu înălțimea maximă de 1471 metri. Este localizat în apropierea localității Bobeica la 9 km de aceasta, dar aparținând de Cârlibaba.
Acest masiv este zona munților comunali ai comunei Straja, primiți după Primul Război Mondial, unde vara se face stână.
De aici izvorăște râul Cârlibaba.